# Вишнева гора

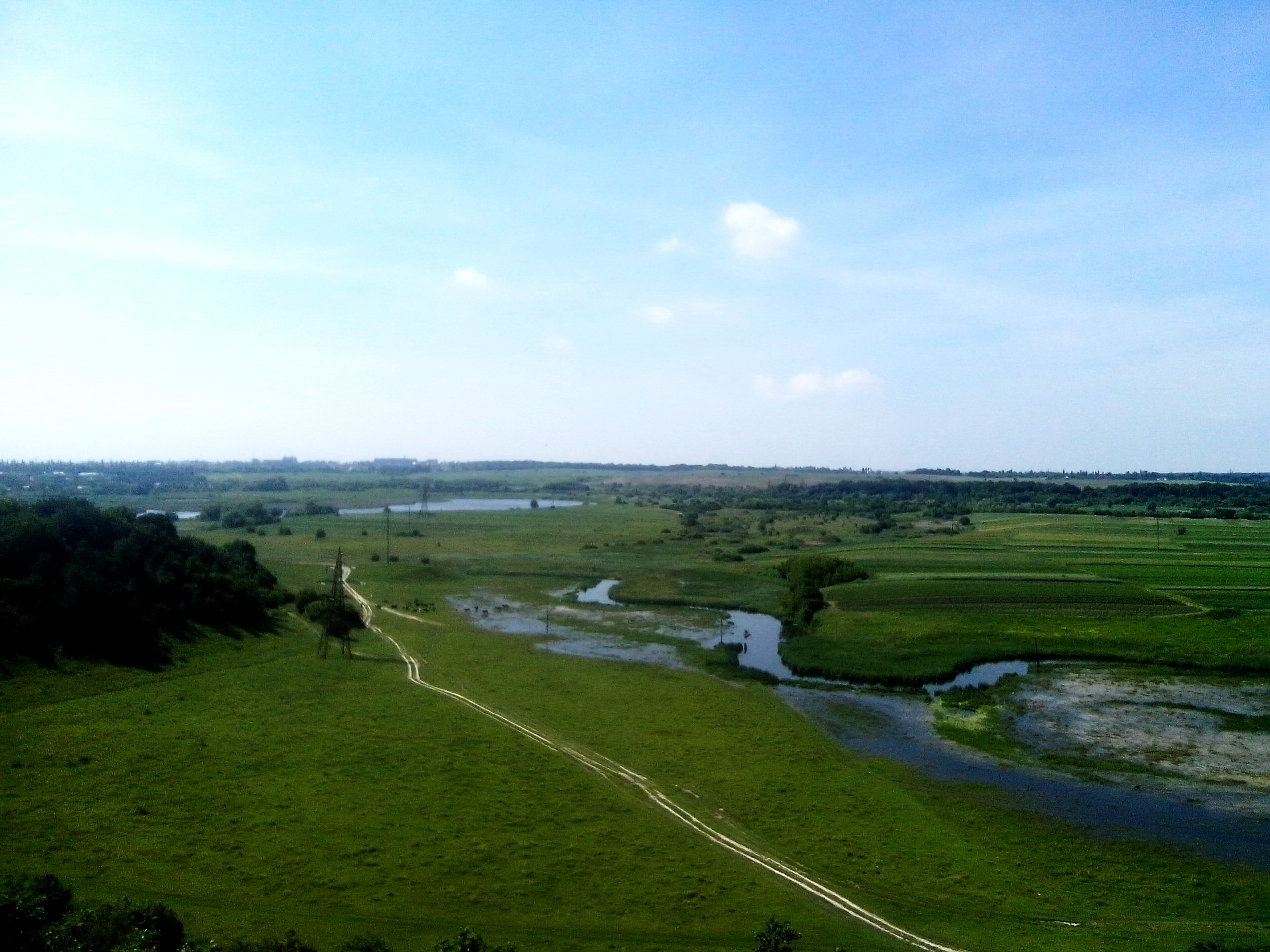
Вигляд з Вишневої гори

Вишне́ва Гора́ — ботанічний заказник загальнодержавного значення в Україні. Розташований у межах Рівненського району Рівненської області, в селі Зозів Шпанівської територіальної громади, що на північний захід від міста Рівного. 
Площа 97 га, створений у 1974 році. (охороняється з 1967 р.). 
Розташований на крейдяному пагорбі, що на правому березі річки Устя (ліва притока Горині). Охороняються бл. 100 видів рідкісних степових видів рослин. Це крайня північно-західна ділянка степу в Україні. На південних схилах пагорба рослинний покрив змінюється з висотою. Біля підніжжя переважають вологолюбні рослини: шавлія лучна, гадючник шестипелюстковий, буквиця лікарська. Круті схили займає степова рослинність: вишня степова, осока низька, ковила волосиста, типчак борознистий та угруповання оману мечолистого і чебрецю Маршалла. Тут зростають півники угорські, горицвіт весняний, конюшина гірська, а також рідкісні види — ковила волосиста і ковила пірчаста, занесені до Червоної книги України.
Вершина гори, західні, східні та північні схили вкриті дубово-грабовим і грабовим лісом.
На території Вишневої Гори виявлена стоянка давньої людини.